# Euthera tentatrix
Euthera tentatrix là một loài ruồi trong họ Tachinidae.